# Buffy Sainte-Marie
Buffy Sainte-Marie, rozená Beverly Jean Santamaria (* 20. února 1941 Stoneham, Massachusetts, USA), je americká folková zpěvačka a skladatelka.

## Život
Narodila se ve městě Stoneham v americkém státě Massachusetts. Její otec byl imigrantem z Itálie, matka měla anglický původ. Vystudovala učitelství a asijskou filozofii na University of Massachusetts Amherst. Od raného dětství projevovala hudební talent a už jako vysokoškolská studentka koncertovala. Sama začala uvádět, že se narodila v indiánské rezervaci v kanadském Saskatchewanu kríjským rodičům, že jí kanadská vláda na základě tehdejší politiky rodičům odňala a že ji v dětství vychovávali adoptivní rodiče. Po celou svou kariéru se několik desetiletí prezentovala jako žena indiánského původu. V počátcích její hudební kariéry jí tisk označoval různě: za příslušnici Algonkinů či Mikmaků. První zmínka o jejím údajném kríjském původu pochází z prosince 1963.
V roce 1964 vydala debutové album It's My Way!, obsahující protestsong proti útlaku indiánů „Now That the Buffalo's Gone“ a protiválečnou píseň „Universal Soldier“, kterou později převzali do svého repertoáru Donovan, Chumbawamba a First Aid Kit. V roce 1966 pronikla s albem Little Wheel Spin and Spin do první stovky americké hitparády Billboard 200. Pro film Představení nahrála song „Dyed, Dead, Red“, v kanadské hitparádě bodovala v roce 1972 s coververzí písně Mickey Newburyho „Mister Can't You See“. Vedle hudební kariéry se věnovala také politickému aktivismu, angažovala se za práva indiánů i v protiválečném hnutí, byla sledována FBI a prezident Lyndon B. Johnson zakázal americkým rozhlasovým stanicím vysílat její nahrávky. Na albu Illuminations (1969) experimentovala s použitím syntezátorů. Už od 60. let se objevovala v kanadských televizních produkcí, později i v americké televizi. V epizodní roli hrála například v televizním seriálu Then Came Bronson, v letech 1975–1981 pravidelně vystupovala v dětském pořadu Sezame, otevři se, kde měla zastupovat indiánskou populaci. Namluvila postavu Kate ve filmu Syn jitřní hvězdy, věnovala se i výtvarné tvorbě, kde v osmdesátých letech patřila k průkopníkům digitálního umění. Založila nadaci Cradleboard Teaching Project podporující vzdělání indiánských dětí. Po šestnáctileté pauze vydala úspěšné album Coincidence and Likely Stories (1992).
V říjnu 2023 odvysílala kanadská televizní stanice CBC News díl svého investigativního pořadu The Fifth Estate, který se věnoval Buffy Sainte-Marie. V něm televize vyvrátila tvrzení o jejím údajném indiánském původu, které používala po celou svou uměleckou kariéru.

## Ocenění
Jejím manželem byl hudební skladatel Jack Nitzsche, spolu napsali pro film Důstojník a džentlmen ústřední píseň „Up Where We Belong“, kterou nazpívali Joe Cocker a Jennifer Warnes. Skladba získala Oscara, Zlatý glóbus a cenu BAFTA za rok 1983. Buffy Sainte-Marie také získala Polaris Music Prize za album Power in the Blood, byla uvedena do Canadian Music Hall of Fame, obdržela Řád Kanady i svoji hvězdu na Kanadském chodníku slávy v Torontu. Byla také jednou z osobností zobrazených na sběratelských kartičkách Supersisters, představující významné osobnosti ženského hnutí. Jako ke svému hudebnímu vzoru se k ní hlásí Joni Mitchellová nebo Neil Young.

## Diskografie
- 1964 It's My Way!
- 1965 Many a Mile
- 1966 Little Wheel Spin and Spin
- 1967 Fire & Fleet & Candlelight
- 1968 I'm Gonna Be a Country Girl Again
- 1969 Illuminations
- 1970 The Best of Buffy Sainte-Marie (kompilace)
- 1971 The Best of Buffy Sainte-Marie Vol. 2 (kompilace)
- 1971 She Used to Wanna Be a Ballerina
- 1972 Moonshot
- 1973 Quiet Places
- 1974 Native North American Child: An Odyssey (kompilace)
- 1974 Buffy
- 1975 Changing Woman
- 1976 Sweet America
- 1992 Coincidence and Likely Stories
- 1996 Up Where We Belong
- 2003 The Best of the Vanguard Years (kompilace)
- 2008 Buffy/Changing Woman/Sweet America (kompilace)
- 2008 Running for the Drum
- 2015 Power in the Blood
- 2017 Medicine Songs